# French Championships 1954
Turniej tenisowy French Championships, dziś znany jako wielkoszlemowy French Open, rozegrano w 1954 roku w dniach 18 - 29 maja, na kortach im. Rolanda Garrosa w Paryżu.

## Zwycięzcy

### Gra pojedyncza mężczyzn
Tony Trabert -  Arthur D. Larsen 6-4, 7-5, 6-1

### Gra pojedyncza kobiet
Maureen Connolly -  Ginette Bucaille 6-4, 6-1